# Pistorinia breviflora
Pistorinia breviflora är en fetbladsväxtart som beskrevs av Pierre Edmond Boissier. Pistorinia breviflora ingår i släktet Pistorinia och familjen fetbladsväxter. Inga underarter finns listade i Catalogue of Life.

## Bildgalleri

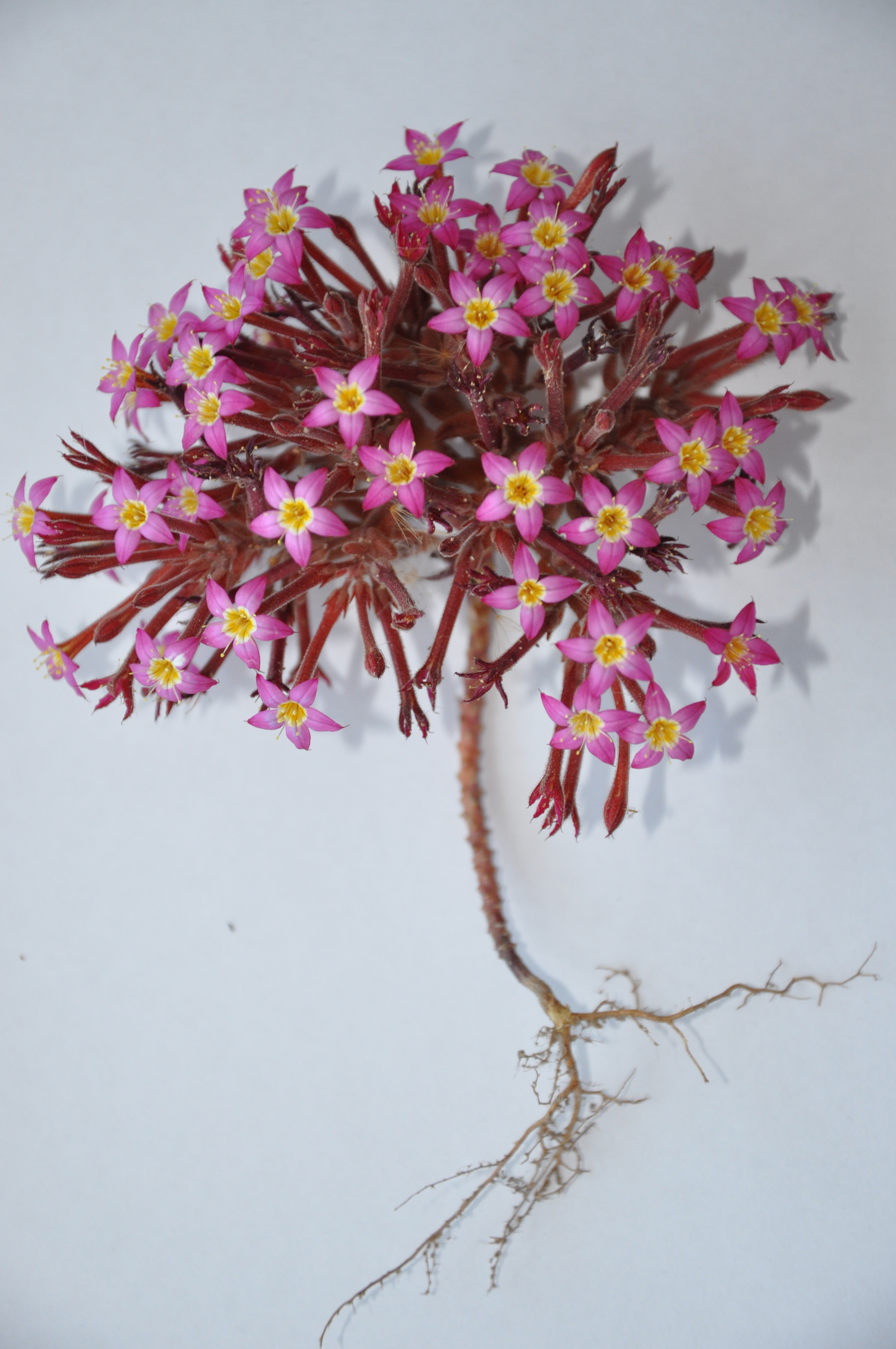